# 카를하인츠 슈넬링거
카를-하인츠 슈넬링거(독일어: Karl-Heinz Schnellinger, 1939년 3월 31일~2024년 5월 20일)는 독일의 전직 축구 선수로, 현역 시절 수비수로 활약했다. 운동신경이 뛰어나고 거칠게 견제하는 그는 신체적으로 강인하며, 다재다능하다. 비록, 그는 주로 측면 수비수를 맡았지만, 어느 수비 역할을 맡겨도 잘 수행해 중앙 수비수나 최후방 수비수는 물론 수비형 미드필더로도 활약할 수 있었다. 전성기에는 당대 완전체 좌측 수비수로 평가되었고, 그와 어깨를 견줄 선수로는 자친토 파케티, 니우통 산투스, 그리고 실비오 마르솔리니가 있었다.

## 클럽 경력
슈넬링거는 뒤렌(당시 프로이센 자유주 라인 주, 현재 노르트라인-베스트팔렌 주) 출신이다. 그는 1962년에 쾰른 소속으로 독일 리그 우승을 거두고, 독일 올해의 축구 선수로 선정되었으며, 1962년 월드컵에서의 활약으로 '대회의 선수단'에 이름을 올렸다. 쾰른을 떠난 슈넬링거는 1963년에 만토바로 이적했고, 그는 세리에 A 첫 경기를 밀란을 상대로 치렀는데, 4-1로 이기는 이변을 연출했다. 그러나, 그는 만토바에 단 1년만 머무르고 1964년에 로마에 입단해 코파 이탈리아를 우승했고, 1965년에 밀란에 입단하였는데, 그는 로마 동료 안토니오 발렌틴 앙헬리요와 안젤루 소르마니와 함께 입단했다. 그는 적흑 군단(Rossoneri) 소속으로 9년을 활약하며 국내 및 유럽 무대에서 성과를 올려는데, 두 무대에서 모두 몇 차례 우승을 거두었다. 그는 독일 선수들 중 해외에서 성공을 거둔 1세대 선수로 평가된다.
슈넬링거는 1974년에 밀란을 떠나 독일 무대로 복귀해 테니스 보루시아 베를린에서 1년을 보낸 후 은퇴했다.

## 국가대표팀 경력
슈넬링거는 1958년에 19세의 나이로 스웨덴에서 열린 월드컵에 참가했고, 몇 안되는 4번의 월드컵에 참가한 선수로 이름을 남겼다.(1958년, 1962년, 1966년, 1970년). 그는 신체적 힘, 속도, 승부욕으로 회자되었다. 그의 처음이자 마지막 국가대표팀 득점은 1970년 월드컵에서 이탈리아를 상대로 터뜨렸는데, 그의 막판 1-1 동점골로 경기는 연장전으로 넘어갔고, 이 경기는 훗날 "세기의 경기"로 회자되는 경기였다. 그의 동점골에 독일 라디오 해설자는 "많은 이들 중 슈넬링거!"(Ausgerechnet Schnellinger!)라는 반응을 보였는데, 왜냐 하면 그는 이전까지 국가대표팀 경기에서 골맛을 보지 못했기 때문이었고, 독일 선수단 중 헬무트 할러와 함께 이탈리아 세리에 A에서 활약하던 유이한 선수였기 때문이었다. 서독은 연장전 끝에 이탈리아에 3-4로 석패했다. 그에 앞서, 잉글랜드와의 8강전에서, 슈넬링거는 우베 젤러의 뒤통수로 2-2 동점골로 이어지게 배급했고, 서독은 이 경기에서 3-2 대역전승을 거두었다. 슈넬링거는 1971년을 마지막으로 독수리 마크를 반납했다. 그는 1958년 월드컵에 참가한 선수들 중 2023년까지도 살아있는 유일한 선수이다.

## 사생활
슈넬링거는 현역 은퇴 후 밀라노의 교외 세그라테로 이주해 사업가로 활동했다.

## 수상
쾰른
- 독일 리그: 1961–62

로마
- 코파 이탈리아: 1963–64

밀란
- 세리에 A: 1967–68
- 코파 이탈리아: 1966–67, 1971–72, 1972–73
- 챔피언스리그: 1968–69
- 유러피언 컵위너스컵: 1967–68, 1972–73
- 인터콘티넨털컵: 1969

서독
- 월드컵
  - 준우승: 1966
  - 3위: 1970
  - 4위: 1958

개인
- 발롱도르 3위: 1962
- 독일 올해의 축구 선수: 1962
- 월드컵 대회의 팀: 1962
- FIFA 11인: 1963, 1967[8]
- 밀란 명예의 전당[3]